# فریمن، شهرستان پوپ، آرکانزاس
ناحیه فریمن (به انگلیسی: Freeman Township) یک ناحیه در ایالات متحده آمریکا است که در شهرستان پوپ در ایالت آرکانزاس واقع شده‌است.

## خصوصیات
ناحیه فریمن ۹۸ نفر جمعیت دارد و ۳۷۷٫۹۶ متر بالاتر از سطح دریا واقع شده‌است.